# Jénai csata
A jénai csata, más néven jéna-auerstedti (régebbi forrásokban jéna-auerstädti) ütközet (1806. október 14.) katonai összecsapás a francia-itáliai és porosz-szász csapatok között.

## Előzmények
III. Frigyes Vilmos porosz király háborúra készülve 1806 júliusában titkos szövetséget kötött Oroszországgal. Október elején a porosz-szász sereg Károly Vilmos Ferdinánd braunschweigi herceg vezetésével lassan vonult nyugat felé Szászországon keresztül, a franciák nyugati összeköttetését veszélyeztetve. Napóleon a Türingiai-erdő keleti végénél hirtelen északra fordult, hogy elvágja a poroszokat az Elbától, és csatára kényszerítse őket még az orosz csapatok beérkezése előtt. A porosz–szász csapatoknak vissza kellett fordulniuk a támadás kivédésére. III. Frigyes Vilmos kb. 63 000 embert adott Károly Vilmos Ferdinánd braunschweigi herceg parancsnoksága alá Auerstädtnél és kb. 51 000 főt állított Hohenlohe-Ingelfingen Frigyes Lajos herceg vezénylete alatt a Weimar és Jéna közötti 24 km-es frontvonalra.

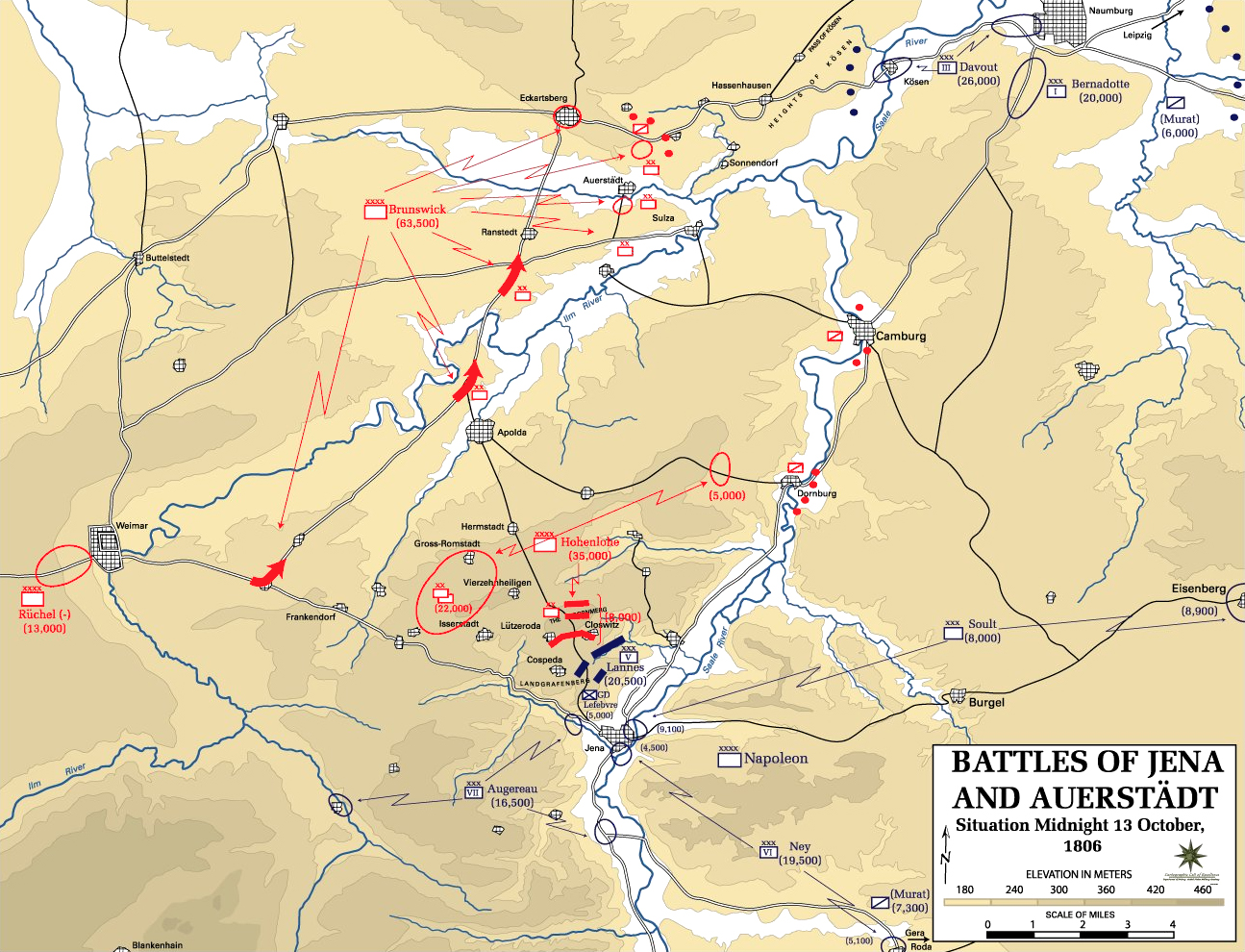
A csapatok elhelyezkedése 1806. október 13-án Jéna és Auerstädt térségében
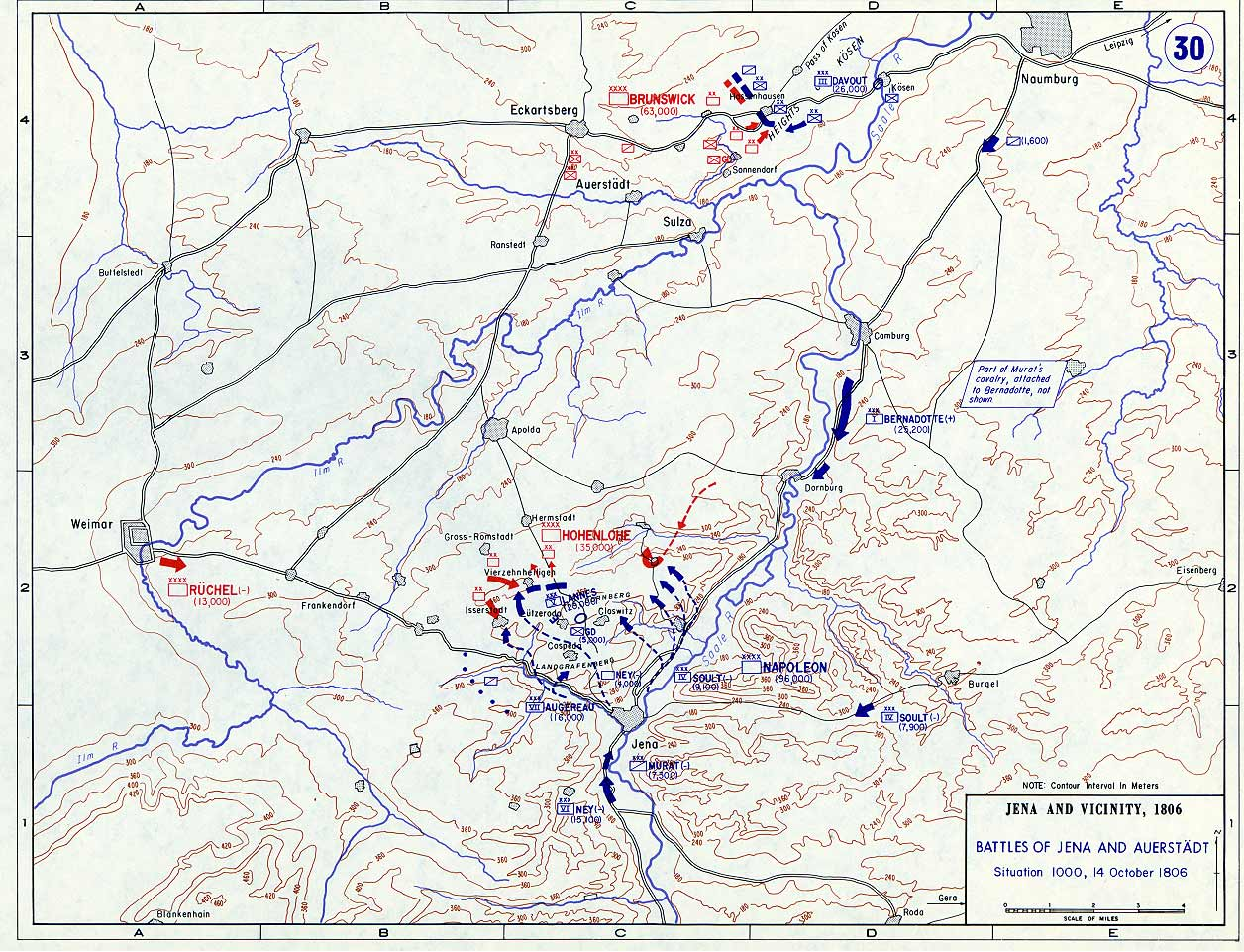
Hadi helyzet október 14-én 10:00-kor
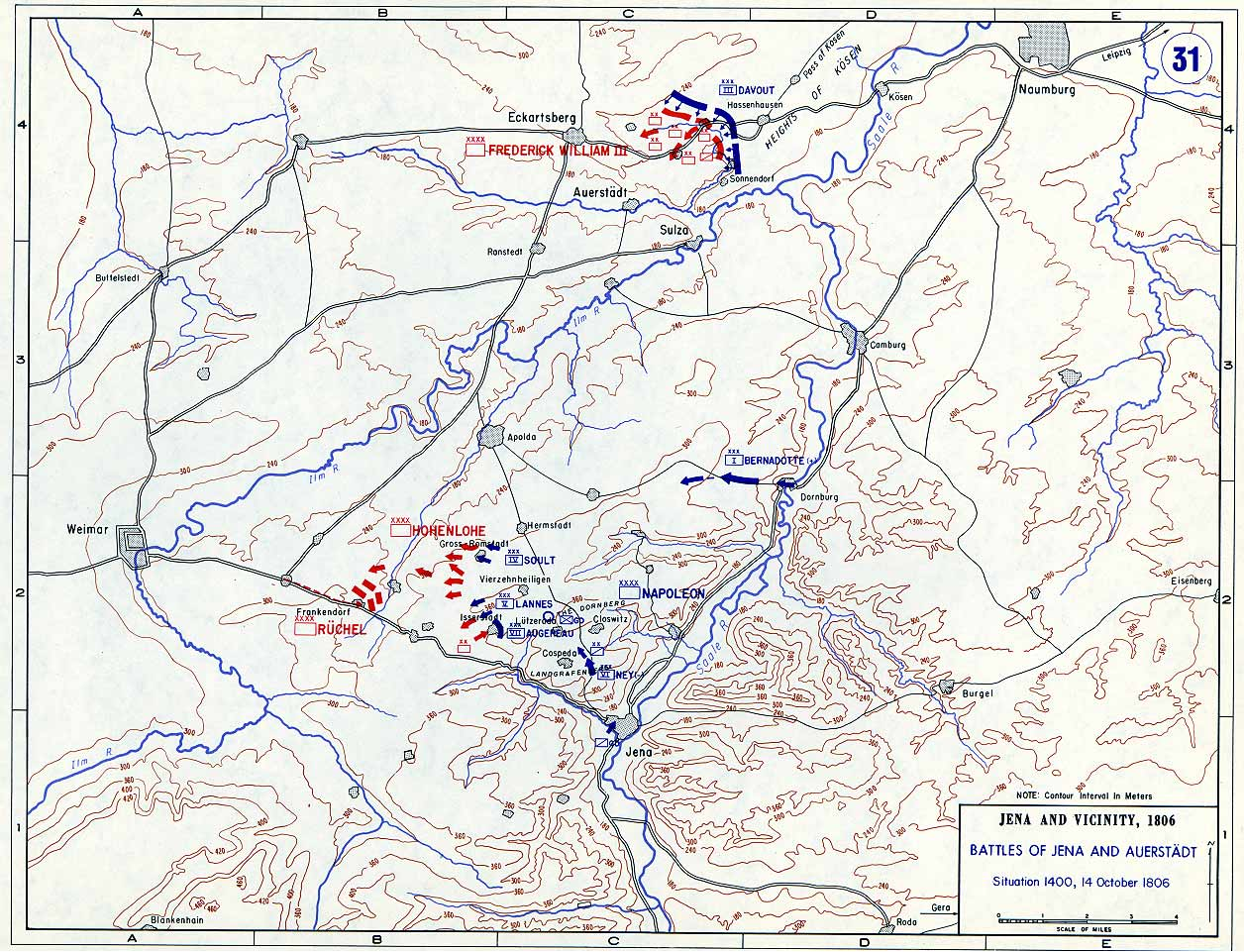
Hadi helyzet október 14-én 14:00-kor

## A csata
1806. október 14-én, nem sokkal virradat után Napóleon – a 96 000 fős seregéből csak 54 000 katonát vetett be – rajtaütött Frigyes Lajos 38 000 emberén. Délután 15 órára a francia csapatok legyőzték a porosz-szász csapatokat és a beérkező 13 000 fős erősítést is.

## Eredményei
A jénai francia győzelem hozzájárult ahhoz, hogy Davout marsall az auerstedti csatában legyőzze a porosz fősereget.
A jéna-auerstedti ütközet után Napóleon hat hét alatt meghódította Poroszországot, még mielőtt Oroszország segítséget küldhetett volna szövetségesének. A háborút lezáró tilsiti békében pedig Poroszország területe a korábbinak felére csökkent.

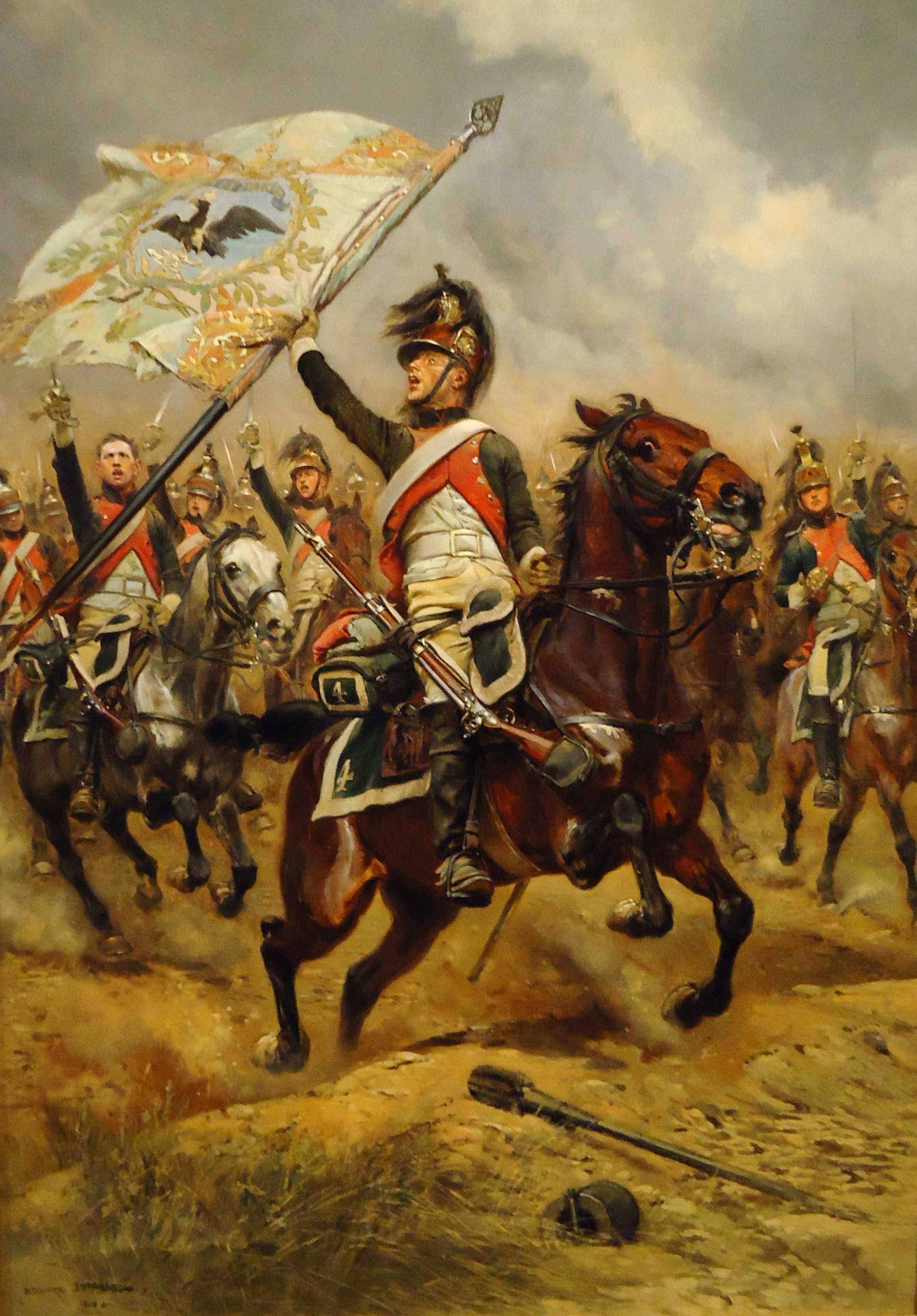
Francia dragonyosok zsákmányolt porosz ezredzászlóval a jénai csatában.